# تراورچی
تراورچی (به انگلیسی: Treorchy) یک منطقهٔ مسکونی در بریتانیا است که در Rhondda Cynon Taf واقع شده‌است. تراورچی ۷٬۶۹۴ نفر جمعیت دارد.